# Basic4android
Basic4Android(B4A)는 네이티브 안드로이드 애플리케이션을 위해 고속 응용 프로그램 개발 도구로서, 애니웨어 소프트웨어가 개발, 마케팅하였다.
B4A는 자바 프로그래밍의 대안이다.
B4A는 각기 다른 화면 크기의 전화, 태블릿을 대상으로 하는 사용자 인터페이스를 만드는 작업을 단순하게 해주는 비주얼 디자이너가 포함되어 있다. 컴파일되는 프로그램들은 AVD 매니저 에뮬레이터나 실제 안드로이드 장치(안드로이드 디버그 브리지와 B4A 브리지를 사용)를 통해 테스트할 수 있다.
언어 그 자체는 비주얼 베이직과 비주얼 베이직 닷넷과 비슷하지만 네이티브 안드로이드 환경용에 맞추어져 있다. B4A는 객체 기반, 이벤트 기반 언어이다.
B4A는 구글 플레이, 삼성 갤럭시 스토어, 아마존 앱스토어 등의 앱 스토어에 업로드할 수 있는 표준 단일 안드로이드 애플리케이션을 생성한다. 특별한 의존성이나 런타임 프레임워크가 필요하지 않다.

## 같이 보기
- Mono for Android
- 비주얼 베이직
- 프로그래밍 언어의 비교